# فمن
فمن (به اوکراینی: Фемен) مشهور به زنان با سینه‌های برهنه نام یکی از گروه‌های فمینیستی در اوکراین می‌باشد که دارای بیش از صد عضو می‌باشد. این گروه که در سال ۲۰۰۸ تشکیل شده‌است، با انجام تظاهرات برای رسیدن به اهداف خود در تلاش است. این گروه اهداف خود را در مبارزه با هر سه جنبه پدرسالاری و مردسالاری، یعنی استفاده ابزاری و جنسی از زنان، دیکتاتوری و مذهب می‌داند. اعضای این گروه در تظاهرات خود را به صورت برهنه و نیمه برهنه درمی‌آورند.

## تاریخچه
باور بر این است که آنا هاتسل بعد از آگاه شدن از اتفاقاتی که برای زنان اوکراینی افتاد، که در آن آنها را با وعده رفتن به خارج گول‌می‌زنند و از آنها سوء استفاده جنسی می‌کردند، جنبش فمن را در ۱۰ آوریل ۲۰۰۸ به وجود آورد؛ با این حال طبق مستندی که توسط Kitty Green در سال ۲۰۱۳ با نام اوکراین فاحشه‌خانه نیست تولید شد، فمن توسط Viktor Sviatsky تأسیس شده‌است. در سپتامبر ۲۰۱۳، اینا شوچنکو در پاسخ به این مستند اعلام کرد که Sviatsky «رهبری جنبش را خیلی وقت پیش بر عهده داشت… ما این را قبول کردیم زیرا نمی‌دانستیم چگونه مقاومت کنیم و با آن مبارزه کنیم… این وقتی است که تصمیم گرفتم اوکراین را ترک کنم و در فرانسه یک فمن جدید بنا کنم». Inna Shevchenko عضو فمن در مصاحبه خود با روزنامه Independent در ژانویه ۲۰۱۴ در مورد Sviatsky صحبت کرد و درحالی‌که از کلمه «موسس» استفاده نکرد، گفت: «من منکر آن نیستم که او فردی باهوش است. او دلیل آشنایی اعضا با یکدیگر بود. او یکی از شخصیت‌های باهوش در میان ما بود که تجربه بیشتری داشت». از سال ۲۰۱۳ فمن توسط Inna Shevchenko که باعث گسترش بین‌المللی جنبش شد، هدایت می‌شود. سایر مؤسسان اوکراینی فعالیتشان را متوقف کردند.
در ابتدا فمن به وسیله تظاهرات با لباسهای کوتاه و تحریک آمیز توجهات را به خود جلب کرد. به عنوان مثال در ۲۱ سپتامبر ۲۰۰۸، ۱۲ تن از اعضا به صورت پرستارانی با لباس‌های سکسی و آرایش به هم ریخته و کفش‌های صورتی پاشنه بلند در جلوی سفارت ترکیه تجمع کردند. در ۲۴ اوت ۲۰۰۹ در راهپیمایی سالگرد استقلال اوکراین Oksana Shachko با سینه‌های برهنه ظاهر شد. از آنجا که این رویکرد منجر به شهرت گروه شد، به سرعت تبدیل به نماد آن شد. درحالی‌که اکثر اعتراضات به برهنه کردن سینه‌ها محدود می‌شوند، در اکتبر ۲۰۱۰، Shachko به نشانه اعتراض به کمبود توالت عمومی در کیف با باسن برهنه خود را در یک توالت حبس کرد و چهار نفر از اعضای گروه اعتراض مشابهی را در فوریه ۲۰۱۱ در کیف برپا کردند.
از مه ۲۰۱۱ سازمانهای بین‌المللی خبری متعددی شروع به گزارش فعالیتهای این سازمان کرده‌اند که باعث افزایش قابل توجه شهرت بین‌المللی فمن شده‌است.

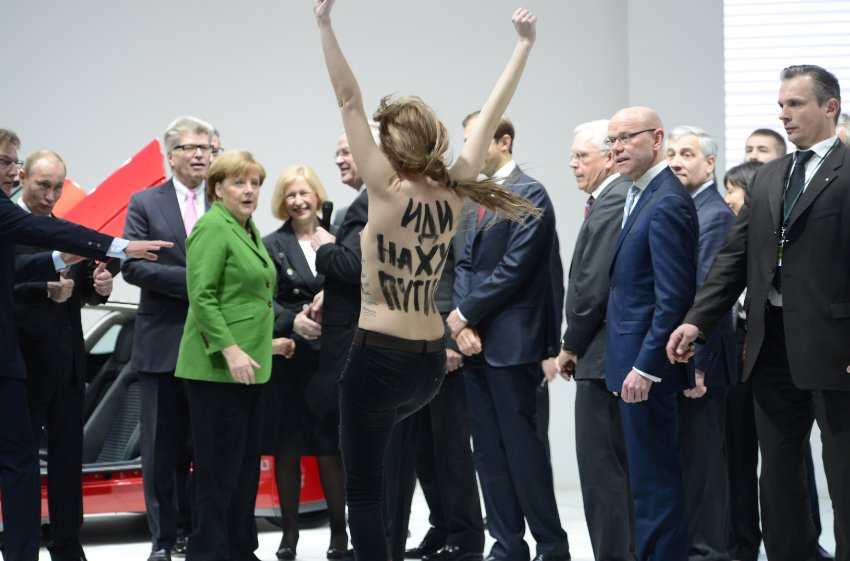
اعتراض گروه فمن به مرکل و ولادیمیر پوتین

از اواخر سال ۲۰۱۱ فعالان اوکراینی فمن اعتراضات بین‌المللی خود را افزایش دادند. در دسامبر ۲۰۱۱ سه تن از فعالان فمن عنوان کردند که در جریان اعتراضات برهنگی در مینسک، کمیته امنیت حکومتی جمهوری بلاروس آنها را ربوده و مورد تهدید قرار داده‌است. در ۸ آوریل ۲۰۱۳ پنج تن از اعضای فمن در نمایشگاه هانوفر در مقابل ولادیمیر پوتین، رئیس‌جمهور روسیه، و آنگلا مرکل، صدراعظم آلمان، با سینه‌های برهنه ظاهر شدند.
بعد از آنکه Inna Shevchenko یک صلیب چوبی ۱۳ فوتی در کیف را در ۱۷ اوت ۲۰۱۲ با اره برقی قطع کرد، او عنوان کرد که چندین بار به مرگ تهدید شده‌است و در خانه او با ضربات لگد شکسته شده‌است. از آنجا که احتمال دستگیری او وجود داشت، به پاریس نقل مکان کرد. در سپتامبر ۲۰۱۲ او برای فعالان فمن در فرانسه یک مرکز آموزشی ایجاد کرد.

در اواخر ژوئیه ۲۰۱۳ یکی از نظریه پردازان فمن به نام Viktor Sviatsky و Hutsol در آستانه بازدید پوتین از کیف به مناسبت هزار و بیست و پنجمین سالگرد مسیحی شدن کیف، مورد حمله قرار گرفتند. به گفته Hutsol کسانی که به آنها حمله کرده بودند «شبیه کسانی بودند که با سرویسهای امنیتی روسیه و اوکراین همکاری داشتند».

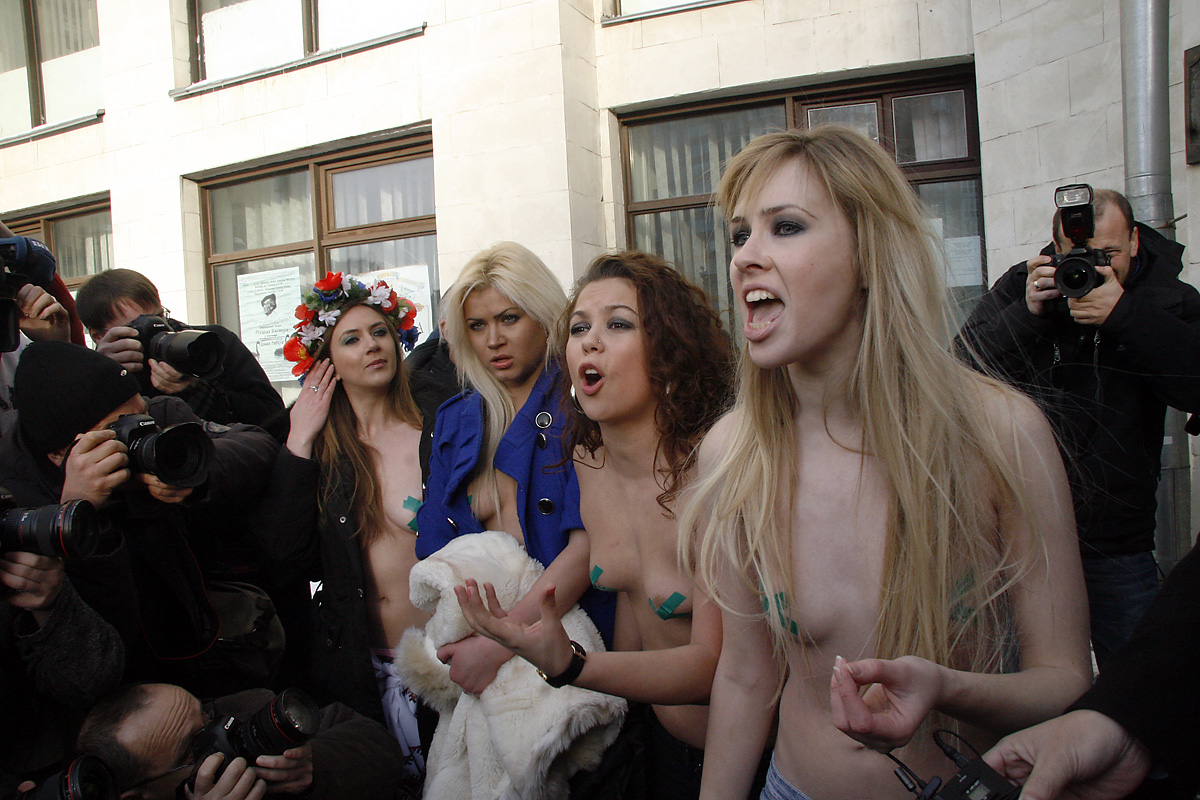
اعتراض فمن در کی‌یف در جریان انتخابات ریاست جمهوری اوکراین در سال ۲۰۱۰ میلادی

این گروه در سال ۲۰۱۱ در حمایت از زنان عربستانی در مقابل سفارت عربستان با پوشیدن برقع و برهنه کردن سینه‌های خود به رفتار حکومت عربستان با زنان اعتراض کردند.
این گروه همچنین در سال ۲۰۱۰ در اعتراض به حکم سنگسار سکینه آشتیانی در جشنی که بخش فرهنگی سفارت ایران در کیف پایتخت اوکراین گرفته بود خود را برهنه کردند که توسط مأموران سفارت ایران به بیرون رانده شدند.